# 소양정
소양정(昭陽亭)은 대한민국 강원특별자치도 춘천시에 있는 누정이다. 1984년 6월 2일 강원특별자치도의 문화재자료 제1호로 지정되었다.

## 개요
봉의산 기슭에 자리 잡고 있는 소양정은 삼국시대에 세운 것으로, 처음에는 이요루라고 부르던 것을 조선 순종 때 부사 윤왕국이 소양정이라 고쳐 불렀다. 원래는 지금보다 아래쪽인 소양강 남안에 있었다.
조선 선조 38년(1605) 홍수로 없어진 것을 광해군 2년(1610) 부사 윤희당이 다시 짓고, 인조 25년(1647)에는 부사 엄황이 고쳐 짓는 등 여러 차례 고쳐 지었으며, 지금 있는 건물은 한국전쟁 때 소실된 것을 1966년 다시 지은 것이다.
건물 규모는 앞면 4칸·옆면 2칸이며, 지붕은 옆면에서 볼 때 여덟 팔(八)자 모양인 팔작 지붕으로 꾸몄다.

## 현지 안내문
처음 창건된 시기는 확실치 않으나, 고려 말 문인들의 시에 나오는 것으로 보아 이 때 이미 존재한 것이 확실하다. 운곡 원천석의 시(詩)에 '소양정'이라는 명칭이 보이나, 15세기 경에는 이요루(二樂樓)라는 이름이 사용되기도 하였다. 본래 현재 위치보다 아래쪽인 소양강 남쪽 강변에 있었다.
1605년(선조 38) 홍수로 유실된 것을 1610년(인조 25)에는 춘천부사 엄황(嚴滉)이 크게 수리하면서 정자 동쪽에 선몽당(仙夢堂)이라는 부속 건물을 세웠으며, 이때 다시 '소양정'이라는 이름으로 바뀌었다. 1777년(정조 1) 홍수로 또 다시 유실되었으며, 1780년(정조 4) 부사 이동형(李東馨)이 다시 지었으나 한국전쟁 때 소실되어, 1966년 옛터보다 위쪽이 되는 봉의산 기슭의 현 위치에 중층 누각으로 다시 지었다. 현재 소양정은 정면 4칸, 측면 2칸의 누정 형식으로 된 팔작지붕의 건물이다.

## 참고 자료
- 소양정 - 국가유산청 국가유산포털